# Valcenor Braz
Valcenôr Braz de Queiroz (Luziânia, Goiás, 25 de fevereiro de 1954) é um político brasileiro, ex-prefeito do município de Luziânia, ex-Deputado Estadual por Goiás, ex-Secretário Estadual Extraordinário do Entorno de Brasília e, atualmente, Conselheiro Vitalício do Tribunal de Contas dos Municípios do Estado de Goiás.
É formado em Administração de Empresas, pelo Centro Universitário de Brasília (UniCEUB), com especialização em Administração Pública Municipal no Centro de Estudos e Pesquisas de Administração Municipal - Fundação Prefeito Faria Lima (CEPAM), da Universidade de São Paulo.
Valcenor é casado com Selma Maria Caixeta de Queiroz, com quem tem 3 filhos e 4 netos.

## Vida política
Valcenor Braz ocupou diversos cargos na esfera política. Foi vereador em Luziânia de 1982 a 1988 e prefeito entre 1997 e 2000. Em 2010 foi eleito Deputado Estadual, sendo reeleito em 2014 e 2018.
Em Luziânia, foi presidente da Câmara Municipal, Secretário de Obras e Secretário de Agricultura, além de Administrador do Distrito do Ingá. Durante seu mandato na Assembleia Legislativa de Goiás, atuou como 2º secretário da mesa diretora, coordenador da Frente Parlamentar do Agronegócio, membro das Comissões de Finanças, Mista e de Habitação, Reforma Agrária e Urbana, da CPI da violação dos direitos da criança e da Comissão de Defesa dos Direitos do Consumidor. No Governo Estadual, foi Secretario Extraordinário do Entorno de Brasília entre 2015 e 2016, na gestão de Marconi Perillo, deixando o posto para assumir o cargo de Conselheiro do Tribunal de Contas dos Municípios do Estado de Goiás.
É um defensor do agronegócio, segmento responsável por boa parte de sua base eleitoral. Durante sua vida política, foi autor de importantes projetos, como é o caso da criação do Comando do Corpo de Bombeiros em Luziânia e a Rodovia que liga Osfaya (Luziânia) ao Mesquita (Cidade Ocidental). Também colocou em pauta o projeto que proíbe a comercialização e fabricação de armas de brinquedo no território goiano e a ampliação do sistema de água nos municípios de Luziânia, Cidade Ocidental, Novo Gama e Valparaíso de Goiás.